# Shandong Steel
Shandong Iron and Steel Group Co Ltd (kinesisk: 山东钢铁集团) eller Shandong Steel er en kinesisk stålproducent med hovedkvarter i Jinan, Shandong. SISG blev etableret i 2008 da provinsstyret i Shandong fusionerede to stålproducenter.